# Pécsi-tó
A Pécsi-tó a mesterséges orfűi tórendszer legnagyobb tava. Az Orfűi-tó után másodikként, 1966-ban duzzasztották fel. A Mecsek északi oldalán található, festői fekvésű 72 hektáros tó országosan kedvelt üdülőterület.

## Története
Az orfűi tólánc kialakításának terve még az 1960-as évek elején született meg. A terv fő célja a legbővizűbb mecseki karsztforrás, a Vízfő-forrás lehetőségeinek kihasználása, s ezzel egyidejűleg a tórendszerhez csatlakozó üdülőterületek létrehozása volt. A tavak árvízvédelmi célokat is szolgálnak. Az Orfűi-patakra felfűzve elsőként a 11 hektár területű Orfűi-tó készült el 1962-ben, ezt követte 1966-ban a 72 hektáron elhelyezkedő Pécsi-tó, majd a 28 hektáros  Herman Ottó-tó. Utolsóként, 1970-ben a 10 hektáros Kovácsszénájai-tó készült el, amely már a szomszédos Kovácsszénája község területén fekszik.
A remények beváltak, a Pécshez közeli tavak hamar népszerűek lettek. Különösen a központi fekvésű és legnagyobb Pécsi-tó lett közkedvelt (a köznyelvben az orfűi tó alatt leginkább ezt az állóvizet értik). Partján hamar üdülők sora nőtt ki a földből, de szállodákat és kempinget is létrehoztak. A tó délnyugati oldalán strandot is építettek, amelyet a 2000-es években Orfű Aquaparkká bővítettek. Azonban a park 2020-ban bezárt, egy évvel később tulajdonost váltott, és 2023-ben az új tulajdonos építkezésbe kezdett.
Időközben a tavat övező négy falut – Mecsekrákost 1969. január 1-jén, Mecsekszakált és Tekerest 1975. január 1-jén, Bánost 1979. január 1-jén – is Orfűhöz csatolták.
A fürdőzési, horgász és vízi sport lehetőségei mellett 2008 óta a Fishing on Orfű könnyűzenei fesztivál révén is ismert, amelynek keretében minden évben megpróbálják a tavat is "átugrani", és 2016-tól a vízen a rendezvény egyik helyszíneként mobil színpadot is felállítanak.  
2010 nyarán a délkeleti oldalon, a mecsekrákosi részen megnyitott az Orfű Aktív Víziturisztikai Központ, ahol többféle vízi sporteszköz bérelhető. A központ a tavon sárkányhajó fesztiválokat is szervez.
Tőle délkeletre, az Orfűi-patak befolyásánál 2016 áprilisától várja látogatóit a község új látványossága, az ökoturisztikai látogatóközpont, más néven: Medvehagyma Ház, amely a Nyugat-Mecsek és a tórendszer természeti, ökológiai értékeit, valamint Orfű turisztikai látványosságait és kulturális kincseit mutatja be játékos, interaktív formában.
A tó partját időnként a Mecsek Rallye is érinti.